# ボッシュ: 受け継がれるもの
『ボッシュ: 受け継がれるもの』（ボッシュ うけつがれるもの、原題：Bosch: Legacy）は、2022年からAmazon Freeveeで配信されているアメリカ合衆国のテレビドラマシリーズである。

## 概要
マイクル・コナリー原作のロサンゼルス市警察刑事ハリー・ボッシュを主人公とするミステリー小説「ハリー・ボッシュ・シリーズ」のテレビドラマ化作品として7シーズン放映された『BOSCH/ボッシュ』の続編・スピンオフ作品である。出演は『BOSCH/ボッシュ』に引き続きタイタス・ウェリヴァー、ミミ・ロジャース、マディソン・リンツなど。
ロサンゼルス市警察を退職して私立探偵となったハリー・ボッシュ、その娘で警察官となったばかりのマディ、そして弁護士のハニー・チャンドラーを中心に描く。
日本ではAmazon Prime Videoオリジナルとして配信されている。
シーズン2は2023年10月20日に配信開始された。シーズン
3の製作が決定している。

## 登場人物

### メイン
- ハリー・ボッシュ: タイタス・ウェリヴァー（広瀬彰勇） - 私立探偵、元ロサンゼルス市警の刑事
- ハニー（マネー）・チャンドラー: ミミ・ロジャース（幸田直子） - 弁護士
- マディ・ボッシュ: マディソン・リンツ（英語版）（大平香奈） - ボッシュの娘、ロサンゼルス市警の警官
- モーリス・バッシ (通称モー): スティーブン・チャン（山中誠也） - ボッシュの捜査を助けるエンジニア
- レイナ・ヴァスケス: デニス・G・サンチェス（田中奏多） - S1ではマディ―の指導係、S2ではCRUで相棒となる警官 (S2よりメイン)
- サンティアゴ・ロバートソン（ジミー）: ポール・カルデロン（英語版） - S3でカート・ドックワイラーの死について調査する、ハリーのかつての同僚であるベテラン刑事
- レネイ・バラード刑事: マギー・Q[8]

### リカーリング
- リコ・ペレス: Anthony Gonzales - マディのボーイフレンドの警官[9]
- カート・ドックワイラー: ウィル・チェイス（S1）およびデヴィッド・デンマン(S1-2) - 市の検査員（S2でデンマンがチェイスから役を引き継いだが、S1の同じシーンをデンマンで再撮影している）。
- ポーリーナ・カルデロン : Danielle Larracuente - マディのアカデミー同期の警官
- マーチン・ローズ（マーティ）: デイビット・モーゼス - チャンドラーの弁護士事務所のパートナー
- マシュー・ラミレス: アレックス・ロイナズ - チャンドラーの弁護士事務所の助手
- エミット・アーチャー: Jim Holmes - 地区検事
- ミゲル・エステベス医師: Len Cordova - チャンドラーのセラピスト
- レオ・アスラン: Raff Anoushian - 運輸会社を所有するカール・ロジャースの部下
- ラウル・アラヤ: Lakin Valdez - チャンドラーの以前の依頼人
- ジェームズ・ラファティ: ブルース・デイヴィソン - ドックワイラーの弁護士

#### シーズン1
- カール・ロジャース: マイケル・ローズ - 『BOSCH/ボッシュ』最終シーズンでチャンドラーとマディを襲わせた億万長者
- ジョン・クレイトン: フィル・モリス - ヴァンスのアドヴァンス社に雇われたトライデント警備会社社長
- ホイットニー・ヴァンス: ウィリアム・ディヴェイン - 老いた億万長者。
- フィリップ・コーウィン: Andrew Korba - ヴァンスの会社の新CEO
- アイダ・ポーター: ケイト・バートン（英語版） - ヴァンスの秘書
- デイヴィッド・スローン: スティーブン・フリン - ヴァンスの執事
- ドン・ソーン警部補: マーク・ロルストン - ハリウッド署でのマディのシフトの指揮官
- アレクセイ・イワノビッチ: Konstatin Melikhov - ブラトバの幹部
- レフ・イワノビッチ: Bogdan Yasinski - ブラトバの高位の実行役
- サイモン・ウェイクフィールド: マーカス・ジアマッティ（英語版） - カーロ・ロジャースの出資者
- ラス・ペンサック: マイク・オストロスキー - カール・ロジャースの仲間で廃墟となった石油精製所の所有者
- ジェフリー・ハーシュタット: ジョー・アドラー - ハニーの顧客

- ミシェル・カーター: アイシャ・カビア - チャンドラーの娘
- ウィリー・ダッツ: ドン・ルース - 『BOSCH/ボッシュ』最終シーズンに登場したラスヴェガスのマフィア
- グスタファソン: ヒューゴ・アームストロング - 医師殺害事件の担当刑事
- ガブリエラ・ライダ: アルマ・マルティネス（英語版） - ヴァンスの息子の婚約者
- ヴィヴィアナ・ヴェラクルズ: ロクサーナ・ブルッソ - ガブリエラの娘でヴァンスの孫
- 若き日のハリー・ボッシュ（第8話）: イーモン・ウェリヴァー（タイタス・ウェリヴァーの息子[注釈 1]）

#### シーズン2
- ヴィンス・ハリック: Rafael Cabrera - レクシー・パークスの夫で保安官補
- アレクサンドラ・パークス（レクシー）: Kim Pettiford - 殺された市の役人
- デヴィッド・フォスター : パトリック・ブレナン（英語版）- チャンドラーの知己でレクシー・パークス殺人事件の容疑者
- ウィル・バロン: アンソニー・マイケル・ホール - FBI捜査官
- ドン・エリス : マックス・マーティーニ - パークス殺人事件捜査を妨害する腐敗した風紀課の二人組の刑事の一人
- ケヴィン・ロング: ガイ・ウィルソン（英語版） - パークス殺人事件捜査を妨害する腐敗した風紀課の二人組の刑事の一人
- ジェイド・クイン: ジェシカ・カマチョ - モーがハッカー会議で知り合う女性
- シルヴィア・ジェイムズ: ジョリーン・ケイ - ボッシュとチャンドラーを調査するFBI捜査官、ジョーンズの相棒
- ルーカス・ジョーンズ: ヴィンセント・ラレスカ（英語版） - ボッシュとチャンドラーを調査するFBI捜査官、ジェイムズの相棒
- ジェイムズ・アレン: Ty Trumbo - 売春夫でフォスターの売人

### シーズン3
- ペリー・ロペス刑事: マイルス・ガストン・ヴィラニューヴァ - ロバートソンの新しい相棒
- マイケル・カーター: アイシャ・カビア - ハニー・チャンドラーの娘
- アマンダ・スコーンズ: ステファニー・アーブ - チャンドラーの選挙監督
- ジェン・コワスキー: ダヤ・ヴァイジャ（英語版） - チャンドラーの選挙参謀
- カーティス・ディグナン: エディー・スティープルズ - 仮釈放中のボッシュの情報提供者
- ヒューズ本部長: ソフィーナ・ブラウン - 新しい警察本部長
- ネスター・ゴメス: ジェシー・ガレゴス - 強盗犯
- アルベルト: トミー・マルティネス - 強盗犯
- ビクトリア・エルナンデス: アンドレア・コルテス - アルベルトのガールフレンドで盗品販売と見張り担当
- シボーン・マーフィー: オーラ・ブラディ（英語版） -（増岡裕子） 行方不明になった娘家族を探すためにボッシュを雇う女性
- シェイラ・ウォルシュ: デイル・ディッキー - シボーンの義理の息子が所有する建設会社の共同経営者
- フィンバー・マクシェーン: マイケル・ライリー・バーク（英語版） - シボーンの義理の息子が所有する建設会社の共同経営者
- ベト・オレステス: フリオ・セサール・セディージョ（英語版） - ボッシュと知り合いの保安官
- スティーブン・ギャラガー: マシュー・ダウンズ - シボーンの義理の息子
- キャスリーン・ギャラガー: クリティーヌ・ルノー - シボーンの娘
- ケリー・ギャラガー: ソフィア・コペラ - シボーンの孫娘
- ビング・クライダー: イアン・カッセルベリー - フィンバー・マクシェーンに雇われた元ギャング
- クリス: ジャッキー・ケイ - マディと知り合う公選弁護人

### 『BOSCH/ボッシュ』からのゲスト
- ジェリー・エドガー（シーズン1第6話、シーズン2第1-2話）: ジェイミー・ヘクター（英語版）（古賀明） - ハリウッド署でのボッシュの元相棒。
- バレル・ジョンソン（シーズン1第5話、シーズン2第2-3話）: トロイ・エヴァンス（堀越富三郎） - ハリウッド署でのボッシュの元同僚刑事。ボッシュからは「ビア樽」と呼ばれている。
- クレート・ムーア（シーズン1第5話、シーズン2第2-3話）: グレゴリー・スコット・カミンズ（英語版） - ハリウッド署でのボッシュの元同僚刑事。ボッシュからは「デカ箱」と呼ばれている。
- ジョン・マンキウィッツ（通称 マンク）（シーズン1第6話、シーズン2第1-3、6-8、10話）: スコット・クレイス（英語版） - ハリウッド署でのベテランの巡査部長でボッシュの友人
- ドナルド・ソーン（シーズン1第7話、シーズン2第1-2話）: マーク・ロルストン - ハリウッド署の警部補
- ジョアン・ベネット（シーズン1第7話）: シンシア・マクウィリアムズ（英語版） - ハリウッド署の刑事
- カイ・モーガン（シーズン1第7話）: モロナイ・カネコア - ハリウッド署の巡査
- ゲイリー・ポッター（シーズン1第6話）: バリー・リヴィングストン（英語版） - ハリウッド署の検死官
- アレックス・ケネディ（シーズン1第1話）: マーク・アデア＝ライオス - 地方検事代理
- ウィリアム・ゴリヤー博士（シーズン1第1話、第8話）: アラン・ローゼンバーグ - 法人類学者。『BOSCH/ボッシュ』シーズン1で少年の骨を鑑定する。
- ロンデル・ピアス刑事 (シーズン2第4話、第6話) : DaJuan Johnson - ハリウッド署でのボッシュの元同僚
- クリスティーナ・ヴェガ (シーズン2第4話、第6話)  : ジャクリーン・オブラドス（英語版） - ハリウッド署でのボッシュの元同僚、ピアスの相棒
- スコット・アンダーソン: エリック・ラディーン - LAタイムズの新聞記者 (シーズン2第5話、第7話)
- アーヴィン・アーヴィング (シーズン2第10話) : ランス・レディック - 引退したロス市警本部長 (シーズン2第10話)

## あらすじ

### シーズン1
大富豪ヴァンスに関するストーリーは『訣別』(The Wrong Side of Goodbye)に、他には『鬼火』(The Night Fire)に基づく。
前作『BOSCH/ボッシュ』シーズン7の最後で描かれていたように、ボッシュは長年勤めたロス市警を退職して私立探偵となり、娘マディは入れ替わりにロス市警に就職して先輩警官ヴァスケスの指導を受ける。カール・ロジャースの手下に撃たれて重傷を負ったハニー・チャンドラーは、PTSDの影響を受けつつ徐々に弁護士業に復帰する。ボッシュの自宅は地震で損傷し、ボッシュは事務所に泊まり込む。ハッカーのモーリスがボッシュの私立探偵業を助ける。
前作で数人を殺しチャンドラーを撃たせたロジャースは刑事裁判で審理無効となるが、ボッシュとチャンドラーは民事裁判で、ロシア人ギャングに負債を抱えるロジャースを追い詰める。ボッシュはロジャースが石油を盗んでいたパイプラインを爆破して資金源を断つ。仲間のウェイクフィールドに続き、ロジャースも逃亡を図ってロシア人ギャングに殺される。
億万長者で重病のヴァンスの依頼でボッシュは子孫を探すも、遺産相続を期待する周辺人物たちが妨害する。ヴァンスが死に、ボッシュは遺言執行者に指名されて孫娘を探し出す。遺言を改ざんしヴァンスを殺して遺産の一部を手にした秘書が逮捕される。ボッシュは雇われた暗殺者を倒して孫娘を守り、孫娘への遺産相続の申し立てが行われる。
地区で尊敬される医師が殺される。ホームレスが逮捕されるも、チャンドラーとボッシュの助けで釈放される。ボッシュは真犯人を探し、手掛かりを警察に渡す。
マディの同期警官ポーリーナが撃たれて重傷を負い、犯人とその恋人が市警に射殺される。チャンドラーが遺族の代理となって不法死亡で市警を訴える。
マディはタイ人街の連続レイプ事件を追うが、自宅でレイプ犯に待ち伏せされる。

### シーズン2
『訣別』(The Wrong Side of Goodbye)および『贖罪の街』(The Crossing)に基づく。
チャンドラーは依然としてPTSDに苦しむ。マディはレイプ犯ドクワイラーに誘拐されて砂漠の地下に埋められる。逮捕を逃れられないと悟ったドックワイラーが出頭し、マディの位置情報と交換に免責を求めるが、ボッシュがマディの位置を突き止めて救出する。ドックワイラーは刑務所で殺される。
4か月後、マディはPTSDに苦しみながらも功績を挙げ、CRU (犯罪抑止班)に抜擢されてヴァスケスと組む。ボッシュとチャンドラーはロジャース殺人事件に関するFBIの追及を逃れながら、腐敗刑事が絡んだパークス殺人事件を調査し、モーリスに助けられる。
ロジャースの遺体が発見され、FBIはウェイクフィールド殺人事件とともに、手の出せないロシア人ギャングの代わりにボッシュおよびチャンドラーを標的として捜査する。ボッシュがパイプラインを爆破してロジャースを追い詰めたことを掴む。チャンドラーはロシア人ギャングが絡むことをリークして大陪審を妨害する。FBIはボッシュとチャンドラーの家と事務所を強制捜索しチャンドラーを逮捕するも、チャンドラーは強制捜索無効を勝ち取る。潜入捜査官を使いモーリスに犯罪を犯させて情報提供者にしようとするも失敗する。
市の役人のパークスが惨殺され、フォスターが逮捕されてチャンドラーが弁護を引き受ける。FBIへの対抗策を話し合うための偽装として、チャンドラーはボッシュに事件の調査を依頼する。ボッシュはパークスの高価な時計がないことに気づいて追跡する。恐喝や盗品売買に手を染める、腐敗した風紀課刑事の二人組エリスとロングがボッシュを尾行し、購入した時計店の経営者を殺して捜査を妨害する。パークスの時計は、二人が恐喝していた相手に繋がる。ボッシュは襲撃されてロングを撃つもエリスは逃走する。マディは父を殺しかけたエリスを射殺する。チャンドラーは、エリスとロングが自分たちの犯罪を知りかけたパークスを殺し、旧知の男娼の顧客であるフォスターを犯人に見せかけた証拠を示して無罪を勝ち取る。
人生観の替わったチャンドラーは地区検事選挙に出馬する。マディはドックワイラーの死に父が関与したと疑う。

### シーズン3
『正義の弧』（Desert Star）に基づく。
シーズン3はシーズン2の続きから始まる。ハニー・「マネー」・チャンドラーはロサンゼルス地方検事になるために選挙活動を行い、ボッシュは家族全員の失踪事件の解決に努め、マディの誘拐犯であるカート・ドックワイラーの殺人事件の捜査に取り組む。

## エピソード

### シーズン1 (2022)
| 通算 話数 | シーズン 話数 | タイトル                                      | 監督                       | 脚本                                        | 公開日        |
| --- | ------------- | --------------------------------------------- | -------------------------- | ------------------------------------------- | ------------- |
| 1 | 1             | "新しい人生" "The Wrong Side of Goodbye"      | Zetna Fuentes              | マイクル・コナリー & Eric Overmyer          | 2022年5月6日  |
| ボッシュは私立探偵となり、マディ―は警官となる。カール・ロジャースの裁判は審理無効となる。PTSDに苦しむチャンドラーは、医師殺しで逮捕されたホームレスのジェフリー・ハースタットの弁護を、回復後初めて引き受けてボッシュに助力を求める。老いて重病の億万長者でアドヴァンス社を所有するホイットニー・ヴァンスが昔付き合った娘とその子の捜索をボッシュに依頼するも娘は自殺している。地震が起きてボッシュの家は大きく損傷する。 |               |                                               |                            |                                             |               |
| 2 | 2             | "危険な来訪者" "Pumped"                       | Patrick Cady               | Tom Bernardo                                | 2022年5月6日  |
| チャンドラーはロジャースに対する民事訴訟を準備するとともに、ハースタットを弁護し釈放に導く。ボッシュはモーリスの助けでロジャースを調べながら、ヴァンスの子を探す。相続を期待するヴァンスの周辺の人々は隠し子の出現を警戒し、トライデント警備会社がボッシュを見張る。ロジャース周辺にはロシア人のギャングであるアレクセイとレヴの兄弟が現れる。マディは巡回で失敗を犯し、相棒ヴァスケスに救われる。 |               |                                               |                            |                                             |               |
| 3 | 3             | "希望のメッセージ" "Message in a Bottle"      | アレックス・ザクシェフスキ | Naomi Iizuka                                | 2022年5月6日  |
| ボッシュはオフィスに寝泊まりする。ロジャースを尾行し、アレクセイとレヴに負債の返済を迫られていることを突き止める。ヴァンスの息子ドミニクがベトナム戦争で戦死したことを知り、その知り合いのオリヴィアに会いに行くが、トライデント社に追跡される。巡回中のマディはタイ人街のレイプ事件の現場に呼ばれる。 |               |                                               |                            |                                             |               |
| 4 | 4             | "パイプライン" "Horseshoes and Hand Grenades" | Patrick Cady               | Barbara Curry                               | 2022年5月6日  |
| ボッシュがドミニクの義理の妹のオリヴィアに会うと、トライデント社が身分を偽って彼女を調査に来る。ボッシュはドミニクの遺した写真に不審を持つ。チャンドラーは顔認証システムで誤認逮捕された男の代理となり、市から補償金を得る。さらにロジャースが殺させた人物の遺族のための民事訴訟を起こし、ボッシュはジョンソンとムーアの助けを借りてロジャースの反応を追う。ボッシュは二人が突き止めた石油精製施設に潜入し、パイプラインを通して石油が盗まれていることを知り、証拠隠滅のために仕掛けられた爆弾を発見する。マディはレイプ事件の被害者のタイ人のことが頭から離れない。                                       |               |                                               |                            |                                             |               |
| 5 | 5             | "窮余の策" "Plan B"                           | アレックス・ザクシェフスキ | Chris Wu                                    | 2022年5月13日 |
| ボッシュとチャンドラーはロジャースが負債の返済のために盗む石油の量を増やすと推測する。仲間のサイモン・ウェイクフィールドに圧力をかけ、パイプラインを停止させて石油を盗む蛇口を追加するタイミングを知るも、ウェイクフィールドはロシア人兄弟に殺される。ボッシュは再び石油精製施設に忍び込み、仕掛けられた爆弾を起動して蛇口取り付けを妨害し、ロジャースが負債を返済できないようにする。チャンドラーはロジャースに暗殺事件の罪を認めさせ、司法機関にロシア・ギャングの情報を提供するかわりに保護を受けるよう求めて受け入れられる。ボッシュはドミニクの戦友に会って子供がいる可能性を探るが、ヴァンスは死ぬ。 |               |                                               |                            |                                             |               |
| 6 | 6             | "非情の銃弾" "Chain of Authenticity"          | Sharat Raju                | Tom Bernardo & Eric Overmyer                | 2022年5月13日 |
| ロジャースは司法機関の保護から逃亡するも、チャンドラーの目の前でロシア・ギャングに殺される。ボッシュは死んだヴァンスの遺言執行者に指名される。同期の新人警官ポーリーナがパトロール中に撃たれて重傷を負い、マディ―は家族に悲報を伝える役になる。ボッシュはマディ―に、かつて自分が撃たれてマディ―の母に救われた思い出を語る。トライデント社のクレイトンに脅されたボッシュは、ヴァンスの遺言書をエドガーに預ける。 |               |                                               |                            |                                             |               |
| 7 | 7             | "もつれる糸" "One of Your Own"                | Hagar Ben-Asher            | Naomi Iizuka & Benjamin Pitts               | 2022年5月20日 |
| ロジャースが依頼した殺し屋の元締めのダッツが刑務所で殺され、FBIがチャンドラーとボッシュを調べる。ボッシュは医師殺しを捜査するが、ハースタットを釈放されたことを恨むグスタフソン刑事が妨害する。ボッシュはトライデント社の手先に盗聴され尾行される。警察がヴァンスの殺害を疑う。ボッシュはドミニクの遺した娘を見つける。警察はポーリーナを撃った犯人とその恋人ニコールを射殺し、現場にはマディも居合わせる。 |               |                                               |                            |                                             |               |
| 8 | 8             | "血族" "Bloodline"                            | アーネスト・ディッカーソン | Osokwe Vasquez                              | 2022年5月20日 |
| ボッシュは密かにドミニクの娘ヴィビアナに会う。ヴァンスの執事スローンはボッシュに協力を申し出るも、アドヴァンス社後継を狙うコーウィンの意を受けたクレイトンは暗殺者を雇う。ボッシュは殺された医師に不法行為の疑いがあったことを知る。チャンドラーは、ニコールの遺族の代理人となり不法死亡で市警を訴える。 |               |                                               |                            |                                             |               |
| 9 | 9             | "黄金のペン" "Cat Got a Name"                 | Kate Woods                 | Eric Overmyer                               | 2022年5月27日 |
| 暗殺者が遺伝子検査会社に放火し、チャンドラーはヴィビアナの代理人となり、別の会社にヴィビアナとヴァンスの血縁関係の調査を依頼する。ボッシュはヴァンスの秘書アイダが1000万ドルを受け取るよう遺書を改ざんし、露見を恐れてヴァンスを殺したことを知り逮捕させる。暗殺者がヴィビアナを狙う。モーリスが、殺された医師の周辺人物が薬物の横流しをしていた証拠をつかむ。マディはレイプ犯がしていた覆面を見つける。ボッシュは損傷した家を売ることを考える。 |               |                                               |                            |                                             |               |
| 10 | 10            | "襲撃" "Always/All Ways"                      | Adam Davidson              | マイクル・コナリー & タイタス・ウェリヴァー | 2022年5月27日 |
| ボッシュをはヴィビアナ親子を暗殺者から救うもスローンは殺されている。クレイトンを捕らえて尋問し暗殺者をおびき出して殺す。チャンドラーはヴィビアナの遺産相続の申し立てを行う。ボッシュは医師殺人事件の手掛かりをグスタフソンに渡し、真犯人が逮捕される。チャンドラーは不法死亡の訴訟のため、ニコールと接触していた刑事の協力を得る。マディの証言も得ようとするも、それはマディのキャリアの終わりを意味する。レイプ犯が家でマディを待ち受ける。 |               |                                               |                            |                                             |               |

### シーズン2 (2023)
| 通算 話数 | シーズン 話数 | タイトル                                 | 監督                       | 脚本                                        | 公開日         |
| --- | ------------- | ---------------------------------------- | -------------------------- | ------------------------------------------- | -------------- |
| 11 | 1             | "拉致" "The Lady Vanishes"               | Sharat Raju                | Tom Bernardo                                | 2023年10月20日 |
| レイプ犯がマディを拉致し砂漠に埋めた棺の中に監禁する。エドガーら市警は全力で捜索するも、焦るボッシュは独自に捜査を行う。チャンドラーの証言から描かれた似顔絵から市の検査官のカート・ドックワイラーが容疑者として浮かび、ボッシュは市警より先に一人で容疑者宅に踏み込む。逮捕を逃れられないと悟ったドックワイラーはハリウッド署に出頭する。 |               |                                          |                            |                                             |                |
| 12 | 2             | "悪夢の砂時計" "Zzyzx"                   | Sharat Raju                | Chris Downey                                | 2023年10月20日 |
| ドックワイラーは弁護士を通し、生存時間の限られたマディの監禁場所を明かす代わりに全面不起訴の司法取引を要求し、監禁中のマディのライブ映像を公開する。ボッシュはハリウッド署に侵入しドックワイラーを脅すも実りはない。マディが送るヒントと弁護士の書類から、かつてドックワイラーが属したカルト教団の本拠ザイジックスを割り出し、ボッシュとチャンドラーは現地に飛ぶ。エドガーがドックワイラーから聞き出した情報に助けられ、ボッシュは地下に埋められたマディを救出する。 |               |                                          |                            |                                             |                |
| 13 | 3             | "癒えない傷" "Inside Man"                | Patrick Cady               | Naomi Iizuka                                | 2023年10月20日 |
| 拉致事件から4か月後、心の傷の癒えないマディは父の家に同居し、車上荒らし事件を解決して認められる。ボッシュは地震による家の損傷を自分で修理することにする。チャンドラーの知己のデヴィッド・フォスターが市の役人レクシー・パークスの殺人容疑で逮捕される。ロジャースの死体がベトナムに着いたコンテナ内で発見されてFBIが捜査を始め、ボッシュとチャンドラーを疑う。二人がコンテナ付近にいたこと、ロジャースがパイプライン爆破で痛手を負ったことを掴む。チャンドラーはボッシュと会ってFBIへの対応策を練る口実としてフォスターの事件を依頼する。フォスターのDNAが犯行現場から発見され、アリバイ偽装が明らかになる。ボッシュはチャンドラーの事務所の助手のマシュー・ラミレスがFBIに内通していると知る。                                                     |               |                                          |                            |                                             |                |
| 14 | 4             | "追うものと追われるもの" "Musso ＆Frank" | Tawnia McKiernan           | Osokwe Vasquez                              | 2023年10月20日 |
| マディはボッシュの家を出てボーイフレンドのリコと同居する。ヴァスケスの相棒としてCRU(犯罪抑止班)に抜擢される。チャンドラーはいまだに襲撃の心の傷を抱える。フォスターのアリバイ証人となりえる男娼のジェイムス・アレンは絞殺されている。謎の二人の男がチャンドラーを交通違反で逮捕させ、その間にフォスター事件の書類を盗み見る。FBIはサイモン・ウェイクフィールド殺人とチャンドラーの関りを知る。 |               |                                          |                            |                                             |                |
| 15 | 5             | "夢の女" "Hollywood Forever"             | Leslie Libman              | Chris Wu                                    | 2023年10月27日 |
| 謎の二人の男がボッシュの車に追跡装置をつけて尾行する。二人は盗品を時計店に売る。ボッシュは被害者パークスの腕時計が行方不明になっていることに気づくも、夫の保安官補ヴィンス・ハリックは修理に出したと語る。ボッシュとチャンドラーは、フォスターとアレンがパークス事件の夜に泊まったモーテルを調べる。監視カメラにフォスターの車と同型の車が映っているが、ナンバーまでは判別できない。FBIはウェイクフィールド事件を警察から奪い、パイプラインの従業員を尋問してボッシュが爆破したと聞き出す。モーリスはハッカーの会議に出てジェイドと知り合う。マディとヴァスケスはハリウッドの通りを見張り、強盗を未然に防ぐ。ヴァスケスはマディの過度な暴力をたしなめる。                                                                                           |               |                                          |                            |                                             |                |
| 16 | 6             | "勇気ある登壇" "Dos Matadores"           | アレックス・ザクシェフスキ | Emily Ragsdale                              | 2023年10月27日 |
| 謎の二人組は整形外科医のシューバートから金を脅し取る。チャンドラーは無罪の見込みがあるとフォスターを説得して司法取引を拒否させる。ボッシュは元同僚の情報でアレンが3年前にタレコミをしたと知る。モーリスがパークスの通話記録を調べ、ボッシュは通話先の時計店を訪問して疑念を抱く。ボッシュが去った直後、尾行していた謎の二人組が店主を殺し強盗を偽装する。モーリスはジェイドが家族の医療記録をもとに脅迫されていると聞き、製薬会社に侵入してハッキングする。マディはチャンドラーに励まされてドックワイラーの裁判で意見陳述する。リコの家を出て一人で住むことに決める。 |               |                                          |                            |                                             |                |
| 17 | 7             | "接触" "I Miss Vin Scully"               | ハイファ・アル＝マンスール | Benjamin Pitts                              | 2023年11月3日  |
| ボッシュはパークスの時計が修理に出された店を調べ、もとはシューバート医師の所有品であったと聞かされる。パークスが時計を買った時計店主を問いただしたことを知る。謎の二人組は風紀係の刑事エリスとロングであるとわかる。ボッシュはピアスから、二人がアレンのタレコミのハンドラーであったと聞き、車に付けられた追跡装置を見つける。チャンドラーは自分を交通違反で逮捕させたのは二人だと判別する。ボッシュとモーリスは時計店で金庫から大金とDVDを発見する。エリスとロングが二人の車を尾行する。チャンドラーはロジャースがロシアギャングに殺されたことを新聞記者のアンダーソンにリークして記事にさせ、脅えた陪審員が辞めたために大陪審の審議が止まる。モーリスは製薬会社のサーバー内のジェイドの家族に関する情報を消し、データを収めたメモリを彼女に渡す。 |               |                                          |                            |                                             |                |
| 18 | 8             | "逮捕" "Seventy-Four Degrees in Belize"  | Logan Kibens               | Kevin Connaghan & Valerie Wakefield         | 2023年11月3日  |
| エリスとロングが車をボッシュとモーリスの車にぶつけて道路下に落とすが軽傷にとどまる。フォスターがパークスの夫の仲間の保安官補たちに拘置所で暴行される。モーリスは、エリスとロングが娼婦を使って客を恐喝していることを知る。二人は追い詰められていることを知り逃亡を計画する。ボッシュはシューバート医師の家を訪問し、患者と寝たことで二人に恐喝されていたと告白される。ちょうど二人が取り立てにやってきて、ロングがシューバートを撃ち、ボッシュがロングを撃つ。エリスは逃げる。ボッシュは、共犯の娼婦たちをエリスから匿うようチャンドラーに頼む。マディはFBIに父がパイプラインを爆破したと聞かされる。FBIはボッシュとチャンドラーの家と事務所を強制捜索し、チャンドラーを逮捕する。                                                                  |               |                                          |                            |                                             |                |
| 19 | 9             | "脱走計画" "Escape Plan"                 | アーネスト・ディッカーソン | マイクル・コナリー & タイタス・ウェリヴァー | 2023年11月10日 |
| FBIはチャンドラーを尋問し脅すが、チャンドラーは保管していた証拠を裁判所に提出して強制捜索を不必要であったと証明して無効にし、得られた証拠も排除される。恥をかかされたバロン捜査官はジェイドと名乗っていた潜入捜査官モレルを使いモーリスを利用しようとする。チャンドラーは保護していた二人の娼婦からエリスとロングの犯罪の証言を得るも、地区検事はロジャースの無罪を認めようとしない。CRUの保護を辞退したボッシュはヨットでエリスを見つけて争いとなり、父を尾行していたマディがエリスを射殺する。 |               |                                          |                            |                                             |                |
| 20 | 10            | "正義と復讐" "A Step Ahead"              | Patrick Cady               | Tom Bernardo & Eric Overmyer                | 2023年11月10日 |
| FBIは製薬会社へのハッキング容疑でモーリスを逮捕し、免責と引き換えにボッシュとチャンドラーを売るよう迫る。ジェイドの正体に気づいていたモーリスは証拠を除去して拒否し、FBIを辞職すれば正体を暴露しないと脅し返す。チャンドラーは、ロングとエリスが旧知の男娼のアレンから採取したフォスターの精液をパークスの死体に残し、口封じにアレンを殺したと見立てる。ボッシュは入院中のロングからエリスがパークスを殺したとの供述を取り、地区検事はロジャース訴追を取り下げる。マディのエリス射殺は問題なしとされる。襲撃による負傷、自身の逮捕、地区検事の姿勢を見て人生観の変わったチャンドラーは地区検事選挙に出馬する。ドックワイラーは刑務所で殺され、マディは父の関与を疑う。                                                                              |               |                                          |                            |                                             |                |

### シーズン3 (2025)
| 通算 話数 | シーズン 話数 | タイトル                                   | 監督                         | 脚本                                                               | 放送日        |
| --- | ------------- | ------------------------------------------ | ---------------------------- | ------------------------------------------------------------------ | ------------- |
| 21 | 1             | "真相はひとつ" "Goes Where it Goes"        | シャラット・ラジュ           | エリック・オーヴァーマイヤー                                       | 2025年3月27日 |
| シーズン終了から8か月後、地方検事となったチャンドラーは改革を誓う。前任の地方検事アーチャーは、マディがなぜボッシュにボーダーズの電話の件を報告しなかったのか調査を命じる。一方、ボッシュはドックワイラー殺害との関連を探るが手がかりは得られない。マディとヴァスケスは、銃を使った強盗事件を捜査する。出所したシーハンはチャンドラーに法的支援を求めるが拒否され、彼が彼女をストーキングしている証拠も発見される。チャンドラーの車が破壊され、ボッシュはシーハンを追跡して対峙。彼はチャンドラーを責めるがストーキングは否定する。ボッシュたちはシーハンの部屋から大量殺人を計画している可能性のある証拠を見つけ、警備を強化。集会中に発砲事件が発生し、ボッシュはチャンドラーを守りながらシーハンを発見。説得を試みるが、シーハンは自殺する。ボッシュはその遺体のそばで呆然と座っているのをマディたちに発見される。 |               |                                            |                              |                                                                    |               |
| 22 | 2             | "ボッシュの流儀" "Bosching Bosch"          | シャラット・ラジュ           | トム・ベルナルド、カイル・ロング                                   | 2025年3月27日 |
| ボッシュはアフガニスタンで共に戦った兵士の葬儀に参列する。マディはそこで別の兵士から、ボッシュが敵の爆弾犯を拷問・殺害したという話を聞かされ動揺する。その後、ボッシュは娘一家が1か月行方不明になっている女性シボーン・マーフィーから調査を依頼される。ロバートソンとロペスは、ボッシュが面談中にドックワイラーに暴力を振るった証拠映像をマンクから手に入れる。マディは父の電話を無視し、チャンドラーに相談。彼女は父をすぐに責めるべきではないと助言する。強盗犯たちが女性を使って標的を探していたことが判明し、ボッシュは失踪家族の車を見つけ、警察は彼らがメキシコに逃亡したと推測する。しかしボッシュはそれを疑い、家族が自ら姿を消したのではない証拠を見つける。チャンドラーは寄付者を得るため動き、娘の助けを借りて協力を取り付ける。マディとヴァスケスは強盗に協力していた女を捕まえ、容疑者の一人「ネスター・ゴメス」の名前を聞き出す。ロバートソンらはボッシュが関与した過去の殺人事件に関する証拠を探し、彼が仮釈放を推薦した人物ディグナンとのつながりを見つける。さらに、警察がチャンドラーへの脅迫を無視していたことも明らかに。チャンドラーは警察幹部に圧力をかけようとするが、取り合ってもらえない。ボッシュとシボーンは家族の別荘で強制的に連れ去られた可能性を示す証拠を発見する。 |               |                                            |                              |                                                                    |               |
| 23 | 3             | "哀しみのブランケット" "Blankie"           | タウニア・マッキーナン       | ブライアン・アンソニー、エミリー・ラグスデール                     | 2025年3月27日 |
| 1か月前、シボーンの孫ケリーが別荘で覆面の犯人に誘拐される。現在、警察は現場で証拠を見つけられず、ボッシュはロサンゼルスに戻って義理の息子スティーブンの会社を調査。ロバートソンとロペスは、ボーダーズに定期的に金を引き出すカードがボッシュから渡された可能性を探り、彼に接見するためワスコ刑務所へ向かう。マディはヴァスケスにその調査のことを話す。ボッシュはスティーブンのビジネスパートナーから、彼が横領していた記録を入手。チャンドラーは選挙の討論会に備える。ボーダーズはボッシュからの連絡をほのめかすが、司法取引がなければ何も話さない。シボーンが独自に動こうとするが、ボッシュは彼女にLAへ戻るよう言う。アーチャーはボーダーズを大陪審にかけることを承認。モーの調査により、実際には働いていない社員（シーラの元服役者の息子）に給料が支払われていたことが判明。ボッシュはその男を問い詰めた後、会社に盗聴器を仕掛ける。一方、強盗団は共犯の女性ヴィクトリアと金の分配で対立。討論会ではアーチャーがボッシュの捜査を持ち出し、チャンドラーの支持率に打撃。ボッシュはマディからロバートソンの尋問について聞き、彼女に訪問の報告を促すが、彼女は彼を追い返す。ボッシュはチャンドラーに召喚状について報告。ボーダーズは妻に「もうすぐ会える」と話す。翌日、モーが会社の盗聴音声をボッシュに送り、不正が続いていることが発覚。警察上層部はディグナンを使ってボッシュを追い込もうとするが、逆に彼が逃れる場面を目撃し、方針を変更。強盗団は忠告を無視して武装した男性を襲撃し、マディは犯人の一人「フラコ」の名前を掴む。チャンドラーは支持を失い、ボッシュとモーは取引現場を目撃。チャンドラーは地方検事局の内部情報を得ようと動く。最後に、シボーンの家族は森に連れて行かれ、犯人は孫のケリーを車のトランクから出して連れ去る。 |               |                                            |                              |                                                                    |               |
| 24 | 4             | "黙秘" "Whippoorwills"                     | アレックス・ザクルゼフスキー | アレクサ・ジャンジ                                                 | 2025年3月27日 |
| ロバートソンとロペスはディグナンを拘束するが、彼は協力を拒否。アーチャーはボーダーズを使って彼を脅すよう指示する。モーはボッシュに、マクシェーンの取引相手が元ギャングのビング・クライダーであると報告。チャンドラーはPRチームからボッシュと距離を置くよう進言されるが拒否し、LAタイムズに支援を求めるも断られる。彼女はボッシュにボーダーズに繋がる通話記録と資金の流れを伝えるが、ボッシュは関与を否定。チャンドラーは彼に疑念を抱く。マディは父を信じられず、ドックワイラーの件を聞きたいが躊躇している。モーはクライダーの事業情報を密かに入手。ロバートソンたちはボーダーズを連れ出し、ディグナンが裏切ったとほのめかす。チャンドラーはLAタイムズの記者スコット・アンダーソンに接触し、懸念を伝えることに成功。マディとヴァスケスは強盗団の使用車のナンバーを突き止める。ボッシュはクライダーを尋問し、マクシェーンが会社の機材を半額で売る取引を仕組んだことを知る。マクシェーンは失踪家族の夜にはアリバイがある。ボッシュはウォルシュにマクシェーンのことを聞くが、はぐらかされる。翌日、大陪審でボッシュはディグナンに関する質問で黙秘権を行使。マクシェーンはシボーンが家族が小屋にいたことを知っていると気づく。マディは同僚から口説かれ、マンクに問題を指摘される。大陪審に向かう途中、ボーダーズはリタに目撃され、何か企んでいる様子。尋問でも彼はボッシュへの電話を否定。チャンドラーはLAタイムズの理事会に声明を出す。ボッシュは建物の外にいたリタに気づき、ロバートソンとロペスに知らせるが軽視される。ウォルシュはマクシェーンの横領を突き止め、ボッシュに連絡するが彼は気づかない。その後マクシェーンに発見される。リタは別の車に合図を送り、ボーダーズを移送中のロバートソンとロペスの車を襲わせ、事故を起こして彼を解放。ボッシュも現場に駆けつけ、協力して襲撃者を制圧するが、ボーダーズは逃走。ボッシュとロバートソンが追跡し、倉庫で対峙。ボッシュはボーダーズに取り押さえられるが、ロバートソンが彼を射殺。ボーダーズは死の直前、ドックワイラー殺害を認める。ロバートソンはボッシュの潔白を証明すると誓う。ボッシュはマディと和解。チャンドラーは事件の結果を利用してアーチャーを攻撃。リタはボーダーズの死を悟る。ボッシュはウォルシュの残したメッセージを聞いて会社を訪れるが、彼女はすでに殺されており、マクシェーンは姿を消していた。 |               |                                            |                              |                                                                    |               |
| 25 | 5             | "政治屋の企み" "F***ing Politics"          | アーネスト・ディカーソン     | カイル・ロング                                                     | 2025年4月3日  |
| ボッシュはウォルシュの殺害が失踪家族事件と関連していると警察に伝える。一方、マクシェーンは2人の仲間により逃亡を助けられる。リタは町を離れ、ボーダーズの死後に指名手配されていることをニュースで知る。ボッシュは自宅に隠されていたボーダーズの使い捨て携帯を発見し、ロバートソンに報告。チャンドラーは選挙の支持を得ようとするが、息子を亡くした男性に拒否される。マディは内務調査（IA）からボーダーズの電話について尋問を受け、報告していなかったことを認める。その後、ボッシュはマディに、ディグナンにドックワイラーを嫌がらせさせたことを告白し、ボーダーズがそれを知って彼を殺し、ボッシュに罪を着せようとしたと話す。マディは動揺する。アーチャーはロバートソンに選挙後まで事件を終わらせるなと指示するが、ロバートソンとロペスは反発。ボッシュとモーは家族の遺体が別荘の近くに埋められていると推測し、映像からマクシェーンが建設機器で埋めたと判断する。マディとヴァスケスはヴィクトリアが売った品を扱う質屋を突き止め、協力を得る。ボッシュはマクシェーンがクライダーに売った建設機器に追跡装置があるのを発見。ロバートソンとロペスは共犯者の住所を突き止め、リタを逮捕する。チャンドラーは、彼女を拒否した男性の息子が実際には薬物の過剰摂取で亡くなっていたことを知り、真相を追及。息子は有力議員の恋人に薬を打たれたが、警察は捜査を拒否していた。ボッシュとモーは建設機器の移動先で家族の遺体を発見。ロバートソンとロペスはアーチャーが捜査の妨害を指示していたことを報告し、リタにボッシュは無実だったと証言させる。ヴィクトリアは質屋の協力を疑い、警察を罠にかける準備をする。ボッシュは遺体の身元を確認し、シボーンに伝える。選挙当日、チャンドラーは支持を伸ばし、アーチャーはボッシュの捜査が続いていることを追及される。マディは家族殺害の報道を見てボッシュを慰める。ヴァスケスの甥が強盗団のアルバートだと判明。マディは再び公選弁護人と会い、チャンドラーは選挙の結果に緊張する中、勝利を確信する。ボッシュとロバートソンは和解し、ロバートソンは今後も捜査状況を共有すると約束するが、その直後、強盗事件に巻き込まれ射殺されてしまう。 |               |                                            |                              |                                                                    |               |
| 26 | 6             | "誤認逮捕" "Broken Order"                  | アダム・デイヴィッドソン     | ブライアン・アンソニー                                             | 2025年4月3日  |
| 選挙から1か月後、ロバートソンを殺したとされるディエゴ・ペラが逮捕される。マディはボッシュを慰め、モーはマクシェーンが逃亡中であることを示唆する。ボッシュはモーに、ビジネスの持分を購入するための資金の出所を調べるよう依頼する。警察はペラに死刑を望んでいるが、ペラがロバートソンが警官であることを知っていたことを証明できない。潜入捜査官を使ってペラに自白させようとするが、ペラは他の強盗についてのみ認め、ロバートソンの殺人については認めない。ネスターはヴィクトリアに盗品を売らせようと説得する。ペラの弁護士はペラが冤罪であることを示す証拠をチャンドラーに見せる。チャンドラーはその映像をボッシュに見せ、協力を求める。ネスターは時計を売ろうとするが、質屋の店主に拒否される。チャンドラーはモーに議員を調査させ、彼が特定のタイプを持っていることを発見します。ボッシュとモーは目撃者を調査し、質問されていなかった目撃者が、犯人がロバートソンのバッジと銃を見たはずだと証言し、ペラの有罪を疑う。チャンドラーはチームの反対を押し切り、映像を証明または反証するための追加の証拠を要求する。マディとバスケスは質屋の店主からネスターの写真を入手し、ヴィクトリアを盗聴する計画を上司に報告する。チャンドラーはチームの支持を維持するのに苦労するが、ペラに対する証拠が増えてもチームの支持を得る。マディとバスケスはヴィクトリアを家族のレストランで尋問し、ヴィクトリアは関与を否定する。ボッシュとモーは、強盗の現場を写したはずのカメラが直前に故障していたことを発見し、殺人が偶然ではないことを示唆する。ボッシュはシボーンにマクシェーンの捜査について最新情報を提供することを約束する。マディとバスケスはヴィクトリアが会合を設定したので待ち伏せすることにする。モーはボッシュに、マクシェーンが以前のビジネスの保険金を使って事業の持分を購入したが、その事件に関する多くの連邦記録が封印されていることを伝える。チャンドラーはチームの尊敬を取り戻す。バスケスはヴィクトリアがアルバートと会っているのを目撃するが、マディに尋ねられたときに彼を認識していないと嘘をつく。ボッシュはチャンドラーにロバートソンが暗殺されたと信じていることを伝える。 |               |                                            |                              |                                                                    |               |
| 27 | 7             | "一線を超えて" "Welcome To The Other Side" | カテラル・キンドレッド       | マイクル・コナリー、トム・ベルナルド、エリック・オーヴァーマイヤー | 2025年4月10日 |
| ペラの初公判でチャンドラーは強盗容疑のみにとどめ、殺人罪で起訴しなかったため、世間の反発を招く。バスケスは密かにアルバートの通話記録を調べ、ボッシュはマクシェイン事件の連邦記録入手に懐疑的だが、モーは自信を見せる。署長ヒューズはチャンドラーを叱責し、チームはペラを殺人で起訴するための証拠を集め始める。マディーはバスケスが病欠していることを知り、ネスターを尾行。ボッシュはロバートソンの足取りを追い、彼の元恋人からロバートソンが「ラス・パルマス」で誰かと会う予定だったと知る。バスケスはネスターとビクトリアに関する証拠をアルバートに突きつけるが、彼は関与を否定。モーはジャニスに接触し、記録の入手を試みる。議員カリーが調査されていることを知り、ボッシュはDEAの知人ホヴァンにロバートソンの件を話す。ペラの恋人は、犯行時に銃の隠し場所をペラは知らなかったと証言。また、事件当夜に自宅に侵入があったが、何も盗まれなかったという。ボッシュはロバートソンが麻薬事件を調査中だったことを突き止め、犠牲者が未確認の男性で、遺体には謎の物質が付着していたと判明。チャンドラーはカリーと面会し、暗に脅される。バスケスは祖父宅でビクトリアとともに訪れていたアルバートが盗品を隠していたと知る。モーはキー・カードをホテルに関連づけ、チャンドラーはペラのDNAが銃弾から検出されず、別の男性のものだったと知る。アルバートは盗品売却を進め、マディーは通話記録の中から彼の名前を発見し、彼がバスケスの親族であることも突き止める。ボッシュは彼女に真実を告げるべきか問う。アルバートはビクトリアに逃亡を提案するが、彼女は彼の素性を知る。モーはジャニスから記録を受け取り、マクシェインに元FBIの共犯がいたことを知る。マディーはバスケスにアルバートのことを告げ、ホヴァンはロバートソンがDEA捜査官と組んでいたと伝える。チャンドラーはその事実を聞き、DNAの正体がロバートソン事件と一致し、彼が暗殺されたことを確信する。 |               |                                            |                              |                                                                    |               |
| 28 | 8             | "仲間割れ" "La Zona Rosa"                  | パトリック・キャディ         | マイクル・コナリー、トム・ベルナルド、エリック・オーヴァーマイヤー | 2025年4月10日 |
| 複数のメキシコ人労働者が強制的に働かされ、そのうち一人が遅刻で暴行を受ける。マディーの支えで、バスケスはアルバートを上司に報告する。チャンドラーは新たな証拠をペラの弁護士に提示し、代わりに真犯人についてペラの知る情報を得る。ボッシュは被害者の爪の下の物質がランカスターの会社製だと突き止め、ロペスと共に現地調査へ向かう。バスケスは姉との会話後、アルバートに対する不安を募らせる。ボッシュは元軍人の知人にマクシェインの元FBI共犯の捜索を依頼。ビクトリアは両親に真実を告白する。メキシコ人労働者を搾取する男は、ペラの件が進展していないことを知らされる。警察はアルバートをおびき寄せようとするが、彼に見破られる。現地調査で、工場の管理者は被害者を知らないと話すが、従業員である男が調査の様子を目撃する。ペラは、自分がトラックを襲撃していたのは「エル・フエルテ」という麻薬カルテルへの“みかじめ料”のためで、ロバートソン殺害現場には近づくなと命じられていたと供述。ただし、リーダーの名前は知らず、似顔絵は提供可能。男はランカスターの保安官代理と共謀しており、脅迫もしている。バスケスは罠がバレていたこと、ビクトリアが盗品を持ち出したことを知る。保安官代理のジャック・ギャリティはボッシュとロペスの行動をLAPDに通報。アルバートとネスターは、ビクトリアが盗品取引の時間を変更したことに気づく。ペラはその男がボスだと証言。ボッシュとロペスは被害者のホテルの部屋への立ち入りを拒否され、ロペスはLAへ呼び戻される。マディーとバスケスはビクトリアの両親から彼女に連絡できる携帯電話を受け取る。モーは男が労働者を連れ去るのを目撃。ペラの情報をもとに、ホヴァンはその男がエル・フエルテのリーダー「ウンベルト・ゾリーヨ」であるとチャンドラーに報告する。ボッシュは被害者の部屋が失踪後に捜索され、保安官事務所が腐敗していると突き止める。チャンドラーが送ったゾリーヨの写真を見て、ボッシュは彼がロバートソンを殺害した張本人だと確信。警察はビクトリアを捕らえるための罠を仕掛ける。ヒューズ本部長はロペスに、ボッシュが独自にロバートソン事件を調べていることを把握していると伝える。ボッシュはモーに、被害者は麻薬を盗んだために殺されたのではと話す。ネスターとアルバートは取引現場でビクトリアと対峙するが、ビクトリアがアルバートの叔母が警官だと暴露すると、ネスターは金を奪って逃亡し、警察に射殺される。ビクトリアとアルバートは逃走するも、マディーとバスケスに遭遇。バスケスは自らの甥であるアルバートを逮捕する。ボッシュとモーは被害者の部屋で麻薬を発見し、ギャリティに回収を依頼。しかし現れたのはゾリーヨで、ボッシュは発砲を構えるが、ゾリーヨは逃走する。 |               |                                            |                              |                                                                    |               |
| 29 | 9             | "バッドランド" "Badlands"                  | アダム・デヴィッドソン       | トム・ベルナルド、マイクル・コナリー、エリック・オーヴァーマイヤー | 2025年4月17日 |
| ソリーヨはギャリティを殺すために家へ侵入するが、指示の電話を受けて立ち去る。ギャリティはそれを目撃した後、ボッシュに捕まり、保護を条件に情報を提供する。バスケスはアルバートに司法取引を勧め、自分の家族との関係に悩む。ギャリティはロバートソン殺害をソリーヨに仕組んだこと、麻薬王の居場所とDNAを提供できると自白。ボッシュたちはマクシェーンのFBI協力者を捕らえ、新たな身分を突き止め、モーが追跡しメキシコにいることを突き止める。マディーは父親にマクシェーンを生きたまま連れ帰るよう頼む。ソリーヨはギャリティが漏洩したと知り組織を閉じるが、DEAに逮捕され、政府が捜査を引き継ぐ。バスケスは家族との対立に苦しみ、マディーの前で暴力沙汰を起こす。最終的にボッシュたちはマクシェーンを捕らえるが、彼の挑発によりガービズが彼を射殺する。ロサンゼルスに戻り、ボッシュはマディーに事件の結末を伝え、2人は事件が終わったことを受け入れる。 |               |                                            |                              |                                                                    |               |
| 30 | 10            | "花の娘たち" "Dig Down"                    | ジェット・ウィルキンソン     | トム・ベルナルド、マイクル・コナリー、エリック・オーヴァーマイヤー | 2025年4月17日 |
| ボッシュはレストランでマディと食事し、バスケスの態度の変化について彼女を慰める。帰り道、ボッシュは車に尾行されるが、1人だけ乗っていることをモーが確認する。事務所に戻ったボッシュは尾行者の刑事レネイ・バラードと対峙する。彼女はフィリピン人売春婦の連続殺人「花の娘たち事件」の資料を要求する。ボッシュは盗んではおらずコピーしたと明かし、バラードは元の資料が盗まれていることを告げる。ボッシュは新たな被害者が出たと察し、自分も捜査に加えるならコピーを提供すると提案するが、バラードに上司は令状を出すよう命じる。チャンドラーはソリーヨを政府に引き渡した件でヒューズ本部長を非難する。ボッシュはバラードと会う約束をするが、チャンドラーから令状が出たと知らされる。会った際、彼女に資料を渡す条件としてチャンドラーの命令下で動くと伝える。バラードは新たな被害者の事件資料をボッシュの家に持ち込み、13年ぶりの犯行で、手口が過去と一致していると伝える。ボッシュとバラードは、犯人が警察関係者で資料にアクセスできた可能性を考える。バラードは彼の車にこっそり追跡装置を仕掛け、DNAの情報は伏せるよう命じられる。その後、ボッシュとモーは売春婦の情報を得ようとするが、バラードに阻止され計画を中止。ボッシュはマディーに状況を説明、自分の母も一時未確認遺体だったと話す。マディーの協力で、ジェレミー・マッキーという救急救命士が、少なくとも2件の事件で現場にいたことを突き止める。ボッシュはモーにマッキーの身元調査を依頼し、かつての仲間で元刑事のクレイトとバレルも巻き込む。翌日、ボッシュはバラードにマッキーのことを報告。彼女がDNAの話を口にしたことで、ボッシュはすぐ動くと決意。モーがマッキーの車に追跡装置を仕掛けるが、DNA採取は失敗。そこでボッシュはマディーとバスケスに協力を頼む。しかしチャンドラーは、マッキーが遺体検視に関与していればDNAは証拠にならないと警告する。モーはマッキーの家に侵入して資料を発見するが、の追跡装置の電池が切れ、ボッシュとバラードはマッキーを見失う。バラードはモーの不法侵入に怒るが、ボッシュはバラードが彼に仕掛けた追跡装置で応酬する。モーはマッキーのPCをハッキングし、彼が向かっている住所を突き止める。ボッシュとバラードは現場に急行し、新たな被害者を間一髪で救出する。証拠はチャンドラーに引き渡され、事件は解決に向かう。ボッシュは再び一緒に捜査をしたいと提案するが、バラードは彼が殺人犯を追う中で「闇に踏み込んでいる」と指摘し、「気をつけて」と言い残して去る。 |               |                                            |                              |                                                                    |               |

## 製作

### 企画
2023年5月Amazon Freeveeは、シーズン1の好調な視聴率に支えられ、本作のシーズン2が同年秋に公開されるのを前に、シーズン3が製作されることを発表した。

### 主題歌
- Times Are Changing: Built By Titan & Skybourne